# Icons of Filth
Icons of Filth är ett brittiskt anarkopunkband som under sina aktiva år ofta förknippades med den anarkistiska rörelsen, den radikala djurrättsrörelsen och ALF (Animal Liberation Front).

## Diskografi
Studioalbum
- Not On Her Majesty's Service (1982)
- Onward Christian Soldiers (1984) (UK Indie Chart #7)
- Nostradamnedus (2002)[1]

Samlingsalbum
- The Mortarhate Projects (1995)

EPs
- Used, Abused, Unamused (1983)
- Brain Death (1984)
- The Filth and the Fury (1985)
- Show Us You Care (1999)